# Megan Abbott

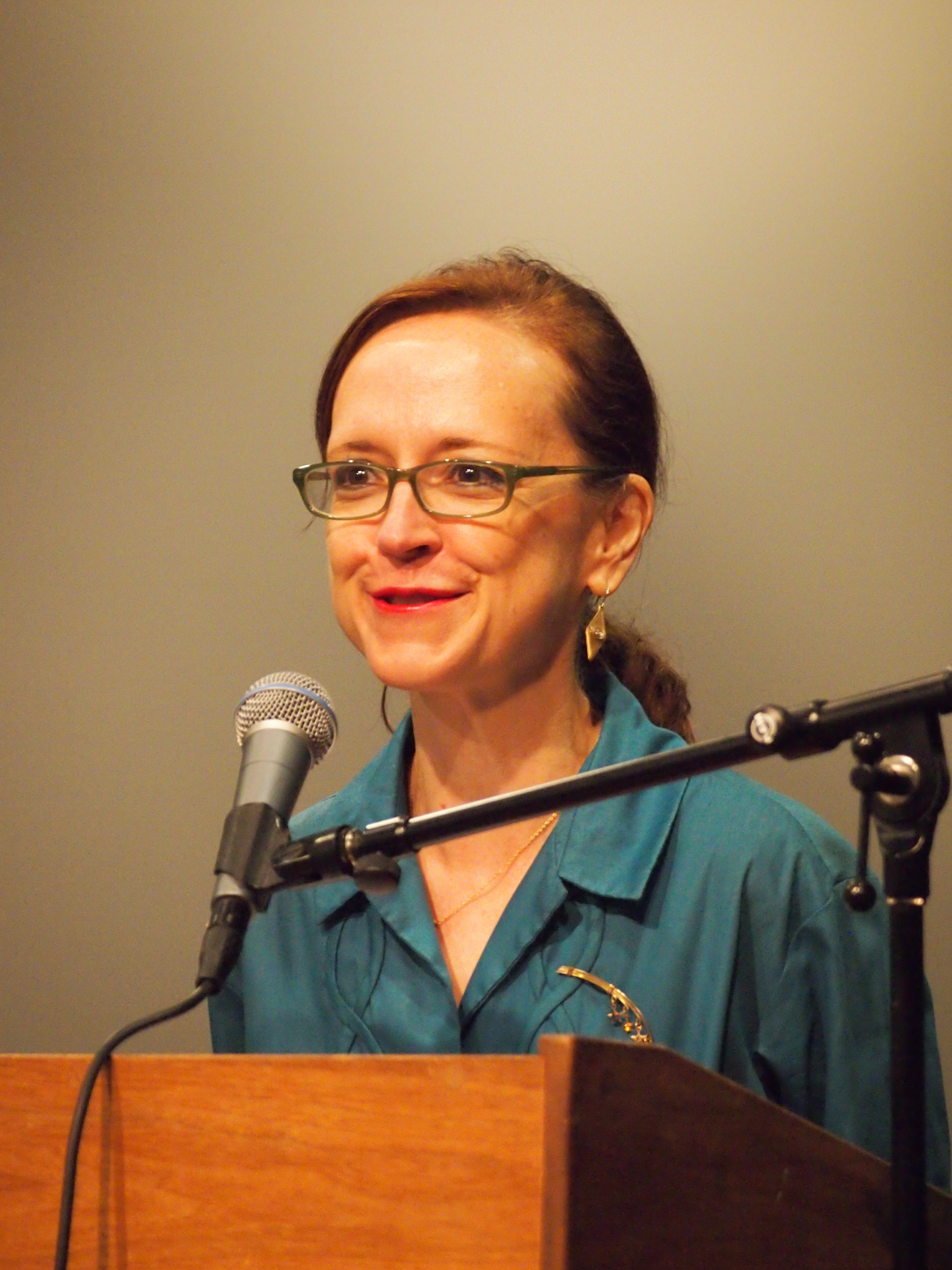
Megan Abbott (2015)

Megan Abbott (* 21. August 1971 in Detroit, Michigan) ist eine US-amerikanische Schriftstellerin, die Kriminalromane und Kurzgeschichten schreibt.

## Leben
Megan Abbott wuchs in einem Vorort von Detroit auf, studierte an der University of Michigan und promovierte in anglo-amerikanischer Literatur an der New York University.  Seit 2005 schreibt sie Romane und Erzählungen sowie Essays und Kritiken für zahlreiche Medien wie die New York Times, den Guardian, die Los Angeles Times und Elle. Sie war Dozentin an verschiedenen Universitäten und wurde für 2013/14 zum John Grisham-Writer-in-Residence der University of Mississippi berufen.
Mit The End of Everything begann Abbott sich thematisch auf junge Teenagermädchen zu konzentrieren. Der Roman erschien als erster von ihr in deutscher Sprache. Nach einer Übersetzung von Isabel Bogdan wurde es 2012 vom Kölner Verlag Kiepenheuer & Witsch unter dem deutschen Titel Das Ende der Unschuld veröffentlicht.
Ihr Roman Dare Me wurde mit einer gleichnamigen Serie, in Deutsch mit Wage es nicht betitelt, verfilmt. Diese wurde ab Dezember 2019 ausgestrahlt und nach einer Staffel abgesetzt.
Abbott ist mit dem Schriftsteller Joshua Gaylord verheiratet und lebt im New Yorker Stadtteil Queens.

## Werke

### Romane
- Die a Little (2005)
- The Song Is You (2007)
- Queenpin (2007)
- Bury Me Deep (2009)
- The End of Everything (2011)
  - Das Ende der Unschuld, dt. von Isabel Bogdan, Kiepenheuer & Witsch, Köln 2012, ISBN 978-3-462-04390-7
- Dare Me (2012)
  - Wage es nur!, dt. von Karen Gerwig, Pulp 60, Pulp Master, Berlin 2024, ISBN 978-3-946582-18-2
- The Fever (2014)
- You will Know Me (2016)
- Give Me Your Hand (2018)
- The Turnout (2021)
  - Aus der Balance, dt. von Karen Gerwig und Angelika Müller, Pulp 58, Pulp Master, Berlin 2023, ISBN 978-3-946582-16-8
- Beware the Woman (2023)
  - Hüte dich vor der Frau, dt. von Peter Hammans, Pulp 63, Pulp Master, Berlin 2024, ISBN 978-3-946582-24-3

### Erzählungen
- The Girl (in L.A. Noire: The Collected Stories, 2011)
- My Heart is Either Broken (in Dangerous Women, 2013)
- The Little Men (in Bibliomysteries. Short Tales about Deadly Books, 2016)
- Girlie Show (in In Sunlight or In Shadow. Stories Inspired by the Paintings of Edward Hopper, 2016)
  - Burlesque, dt. von Frauke Czwikla, in: Nighthawks. Stories nach den Gemälden von Edward Hopper; Droemer, München 2017, ISBN 978-3-426-28164-2
- Oxford Girl (in Mississippi Noir, 2016)

### Sonstiges
- The Street Was Mine: White Masculinity in Hardboiled fiction and Film Noir (Promotionsschrift, 2002)
- A Hell of a Woman: An Anthology of Female Noir (Sammlung von Erzählungen / Herausgeberin, 2007)
- 2017 schrieb Megan Abbott das Drehbuch zur Folge Au Reservoir der HBO-Serie The Deuce und fungierte als Script Editor bei sechs weiteren Folgen.

## Auszeichnungen
- 2008: Edgar Award – Kategorie Bester Roman als Originaltaschenbuch für Queenpin[3]
- 2008: Barry Award – Kategorie bester Taschenbuchroman für Queenpin[4]
- 2014: The Strand Critics Award (Best Novel) zusammen mit Laura Lippman (After I'm Gone) für The Fever
- 2015: International Thriller Award – Kategorie Bester Roman für The Fever
- 2016: Anthony Award – Beste Kurzgeschichte für The Little Men
- 2017: Anthony Award – Beste Kurzgeschichte für Oxford Girl
- 2021: Los Angeles Times Book Prize (Mystery/Thriller) für The Turnout